# New Orleans Pelicans
O New Orleans Pelicans é um time de basquete da National Basketball Association localizado em Nova Orleães, Louisiana.
O time se estabeleceu em 2002 como New Orleans Hornets, originado da relocação do Charlotte Hornets e sendo o primeiro time em Nova Orleães desde a saída do atual Utah Jazz em 1979. Entre 2005 e 2007, o time jogou em Oklahoma City, Oklahoma enquanto Nova Orleães tentava recuperar dos efeitos do Furacão Katrina. Em 2013, ganhou o novo nome, citando o Pelicano, pássaro oficial da Louisiana. No ano seguinte, uma nova franquia em Charlotte recuperou o nome dos Hornets e os números do time antes da ida para Nova Orleães.
O ala brasileiro Marquinhos jogou nos Hornets entre 2006 e 2008.

## História

### Charlotte
Em 1988, uma das novas franquias da NBA se instalou em Charlotte, Carolina do Norte, com o nome de Charlotte Hornets. O time se tornou um dos mais populares da liga, mas entre 2000 e 2002 começou a perder público em meio a uma piora na reputação do proprietário George Shinn, que tinha decisões controversas com o time e sofria um processo por assédio sexual. Somado à insatisfação de Shinn com o ginásio Charlotte Coliseum, e atrasos na decisão da cidade de Charlotte para construir uma nova arena, uma relocação entrou nos planos de Shinne. Chegando a cogitar Norfolk, Louisville, St. Louis, e Memphis (aplicando para a última no mesmo dia que o Vancouver Grizzlies, que acabou se mudando para a cidade), eventualmente veio um acordo com Nova Orleães. A NBA aprovou a mudança desde que um novo time se instalasse na cidade até 2004, o que eventualmente seria batizado Charlotte Bobcats.

### Nova Orleães
Os Hornets se instalaram em Nova Orleães em 2002, e fizeram seu jogo de estreia contra o antigo time da cidade, o Utah Jazz. Para demonstrar uma ligação com o basquete da Louisiana, já no primeiro jogo era aposentado o número de Pete Maravich, que jogou tanto na Universidade do Estado da Luisiana quanto pelo New Orleans Jazz.
Apesar de Baron Davis se machucar frequentemente, o Hornets se classificou para dois playoffs consecutivos. Em 2004 a NBA moveu os Hornets da Conferência Leste para a Oeste, em uma subdivisão que incluía quatro times nos playoffs (San Antonio Spurs, Dallas Mavericks, Houston Rockets e Memphis Grizzlies). A concorrência difícil mais lesões dos craques Baron Davis, Jamaal Magloire, e Jamal Mashburn levaram ao pior resultado da história da franquia (18–64, a primeira temporada com mais derrotas desde 1992-93).

### Oklahoma City
Em 2005, o furacão Katrina devastou a Louisiana. Os Hornets decidiram então temporariamente jogar em Oklahoma City, com o nome New Orleans/Oklahoma City Hornets. O time jogou a temporada 2005-6 primariamente no Ford Center, com jogos também nas arenas da Universidade de Oklahoma em Norman, e da Universidade do Estado da Luisiana em Baton Rouge.  Durante a temporada, o time convocou no Draft Chris Paul, que se tornaria estrela do time. Os Hornets permaneceram em Oklahoma na temporada seguinte, mas jogaram 6 partidas na New Orleans Arena. A boa recepção dos Hornets em Oklahoma levaram a cidade a eventualmente abrigar o Seattle SuperSonics, que se tornou o Oklahoma City Thunder.

### Retorno a Nova Orleães
Com a recuperação de Nova Orleães e novos patrocínios, os Hornets voltaram à sua cidade em tempo integral em 2007. Boas atuações de Chris Paul e David West levaram ao título da Divisão Sudoeste. Nos playoffs, venceram o Dallas Mavericks mas foram eliminados nas semifinais do Oeste pelo San Antonio Spurs. O Hornets voltaria aos playoffs no ano seguinte, perdendo para o Denver Nuggets. Os resultados caíram em 2009-10, levando à demissão do técnico Byron Scott e falha em ir para a segunda fase.
Em 2010, Shinn considerou vender os Hornets para Gary Chouest, que havia comprado 25% do time, mas as negociações falharam devido aos problemas financeiros da equipe. Eventualmente a própria NBA comprou os Hornets por US$300 milhões. No meio tempo, os jogadores adquiridos pela equipe levaram o time aos playoffs, nos quais perderam para o Los Angeles Lakers.
Antes da temporada 2011-12, Chris Paul foi mandado para o Los Angeles Clippers em troca de Eric Gordon, Chris Kaman, Al-Farouq Aminu, e um jogador da primeira rodada do draft. Os Hornets tiveram o pior desempenho do Oeste com 21 vitórias e 45 vitórias. Em abril de 2012 o dono do New Orleans Saints, Tom Benson, comprou o time por 338 milhões de dólares No mesmo ano recrutaram Anthony Davis como primeiro geral do draft, e Austin Rivers com a décima escolha herdada dos Clippers. Ao final da temporada, no qual Davis ficou em segundo na escolha de Novato do Ano atrás de Damian Lillard, Emeka Okafor e Trevor Ariza foram trocados com o Washington Wizards por Rashard Lewis, enquanto Tyreke Evans veio do Sacramento Kings em troca de Greivis Vásquez.

### Nascem os Pelicans
Benson expressou interesse em mudar o nome dos Hornets para algo mais ligado à Louisiana. Em 2013 o time foi rebatizado New Orleans Pelicans, homenageando a ave oficial do estado, o pelicano-pardo. No ano seguinte, o Charlotte Bobcats reassumiu o antigo nome da franquia da Carolina do Norte. O novo Charlotte Hornets compartilharia os números do time que eventualmente se tornou o Pelicans.
Na segunda temporada como Pelicans, com Davis se consagrando entre as estrelas da liga e os reforços de Quincy Pondexter e Omar Asik, os Pelicans quebraram uma seca de quatro anos sem ir para pós-temporada. Apesar de Davis conseguir média de 31,5 pontos, 11 rebotes - apenas Shaquille O'Neal, Hakeem Olajuwon e Karl Malone conseguiram médias similares em playoffs nos 20 anos anteriores -  e 3 bloqueios por jogo, a equipe foi eliminada em apenas quatro jogos pelo Golden State Warriors.

## Retrospecto
- Campeão da Divisão Sudoeste na temporada 2007-08
- Classificações para Playoffs: 6
  - Semifinais da Conferência Oeste: 2 (2007-08, 2010-11)
  - 1a rodada da Conferência: 4 (2002-03, 2003-04, 2008-09, 2014-15)

## Elenco atual
N.Alexander Walker